# Die Meeresprinzessinnen
Die Meeresprinzessinnen (Originaltitel: Sea Princesses) ist eine australische Zeichentrickserie, die zwischen 2008 und 2010 produziert wurde. Sie basiert auf den Büchern „Princesas do Mar“ des brasilianischen Autors Fabio Yabu.

## Handlung
Am Grunde der Sieben Meere liegt der geheimnisvolle Ort Salacia, der kaum einen Menschen bekannt ist. Hier leben in vielen verschiedenen Königreichen Meeresprinzessinnen in ihren jeweiligen Palästen. Sie sollen jeden Tag etwas neues lernen, damit sie eines Tages über ihre Reich herrschen können. Hierzu gehören die abenteuerlustige Seesternprinzessin Ester, die gewissenhafte Oktopusprinzessin Polvina und  die temperamentvolle Haiprinzessin Tubarina. Sie sind beste Freunde und erleben jeden Tag zusammen viele unterschiedliche Abenteuer. Allerdings müssen sie auch auf ihren Weg erwachsen zu werden, lernen mit anderen Prinzen und Prinzessinnen auszukommen, die Erwartungen der Eltern und der Bewohner zu erfüllen und den alltäglichen und schulischen Herausforderungen gerecht zu werden. Die Eltern der Prinzessinnen und Prinzen sind nur in wenigen Episoden zu sehen. Ansprechpartner und Tröster sind für die Freundinnen auch ihre Haustiere, Seestern Sternchen, Tintenfisch Tinti und der Haifisch Flosse. Unterrichtet werden die Prinzessinen und Prinzen von der netten aber auch strengen Fräulein Meerschaum. Die Bewohner von Salacia dürfen zwar das Festland betreten, doch der Kontakt mit den Menschen ist ihnen verboten, es sei denn, sie sind verkleidet.

## Produktion und Veröffentlichung
Die Serie wurde zwischen 2008 und 2010 in Australien produziert. Regie führte Craig Handley und das Drehbuch schrieb Kevin Nemeth. Die Produktion übernahm Neptuno Films, Southern Star Entertainment und Flamma Films. Dabei sind 4 Staffeln mit 104 Folgen entstanden. Die deutsche Erstausstrahlung fand am 22. Februar 2008 im KIKA statt.

## Episodenliste

### Staffel 1
| Folge | Folge in Staffel | deutscher Titel           | deutsche Erstausstrahlung |
| 1     | 1                | Verirrt                   | 22. Februar 2008          |
| 2     | 2                | Die Perle                 | 23. Februar 2008          |
| 3     | 3                | Ein absoluter Notfall     | 24. Februar 2008          |
| 4     | 4                | Die verzauberten Ohrringe | 25. Februar 2008          |
| 5     | 5                | Der königliche Ball       | 26. Februar 2008          |
| 6     | 6                | Der größte Fisch          | 27. Februar 2008          |
| 7     | 7                | Das Tagebuch              | 28. Februar 2008          |
| 8     | 8                | Das Spielzeug             | 29. Februar 2008          |
| 9     | 9                | Die verlorene Krone       | 1. März 2008              |
| 10    | 10               | Die Babysitter            | 2. März 2008              |
| 11    | 11               | Die Rückkehr              | 3. März 2008              |
| 12    | 12               | Das schönste Zimmer       | 4. März 2008              |
| 13    | 13               | Das Monster               | 5. März 2008              |
| 14    | 14               | Die Party                 | 6. März 2008              |
| 15    | 15               | Die Skulptur              | 7. März 2008              |
| 16    | 16               | Das Bild                  | 8. März 2008              |
| 17    | 17               | Das neue Haustier         | 10. März 2008             |
| 18    | 18               | Lampenfieber              | 11. März 2008             |
| 19    | 19               | Der Streit                | 12. März 2008             |
| 20    | 20               | Die Entschuldigung        | 13. März 2008             |
| 21    | 21               | Die Ausrede               | 14. März 2008             |
| 22    | 22               | Auf dem Flughafen         | 15. März 2008             |
| 23    | 23               | Die Rettung               | 16. März 2008             |
| 24    | 24               | Wer ist wer?              | 17. März 2008             |
| 25    | 25               | Der alte Saal             | 18. März 2008             |
| 26    | 26               | Das geheime Zimmer        | 19. März 2008             |

### Staffel 2
| Folge | deutscher Titel | Folge in Staffel               | deutsche Erstausstrahlung |
| 27    | 1               | Eine kitzlige Angelegenheit    | 5. Oktober 2008           |
| 28    | 2               | Die Sternschnuppe              | 6. Oktober 2008           |
| 29    | 3               | Reingefallen!                  | 7. Oktober 2008           |
| 30    | 4               | Das große Spiel                | 8. Oktober 2008           |
| 31    | 5               | Was zu viel ist, ist zu viel   | 9. Oktober 2008           |
| 32    | 6               | Die Versammlung                | 10. Oktober 2008          |
| 33    | 7               | Tubarinas großer Bruder        | 11. Oktober 2008          |
| 34    | 8               | Das verschwundene Königreich   | 12. Oktober 2008          |
| 35    | 9               | Das Geschenk                   | 13. Oktober 2008          |
| 36    | 10              | Ester verliebt sich            | 14. Oktober 2008          |
| 37    | 11              | Der Kopfdeckel                 | 15. Oktober 2008          |
| 38    | 12              | Wer war es?                    | 16. Oktober 2008          |
| 39    | 13              | Eine Überraschung zu viel      | 17. Oktober 2008          |
| 40    | 14              | Die Puppe Bibi                 | 18. Oktober 2008          |
| 41    | 15              | Polvinas Wunsch                | 19. Oktober 2008          |
| 42    | 16              | Der Störenfried                | 20. Oktober 2008          |
| 43    | 17              | Die große Kälte                | 21. Oktober 2008          |
| 44    | 18              | Ach du dicker Hai!             | 22. Oktober 2008          |
| 45    | 19              | Die kleine Schildkröte         | 23. Oktober 2008          |
| 46    | 20              | Mutproben                      | 24. Oktober 2008          |
| 47    | 21              | Der große Ausbruch             | 25. Oktober 2008          |
| 48    | 22              | Die Königin des Karnevals      | 26. Oktober 2008          |
| 49    | 23              | Eine Prinzessin verschwindet   | 27. Oktober 2008          |
| 50    | 24              | Tubarina passt auf             | 28. Oktober 2008          |
| 51    | 25              | Der Gast ist König             | 29. Oktober 2008          |
| 52    | 26              | Ester und der Muschelschlitten | 30. Oktober 2008          |

### Staffel 3
| Folge | Folge in Staffel | deutscher Titel            | deutsche Erstausstrahlung |
| 53    | 1                | Über die Freundschaft      | 23. August 2010           |
| 54    | 2                | Das Sandländer-Mädchen     | 17. März 2011             |
| 55    | 3                | Der große Auftritt         | 24. August 2010           |
| 56    | 4                | Negative Ausstrahlung      | 21. März 2011             |
| 57    | 5                | Vorurteile                 | 25. August 2010           |
| 58    | 6                | Der Musik-Wettbewerb       | 23. März 2011             |
| 59    | 7                | Omas Mützen                | 26. August 2010           |
| 60    | 8                | Die Lektion                | 25. März 2011             |
| 61    | 9                | Der kranke Delfin          | 27. August 2010           |
| 62    | 10               | Kleine Krabben, ganz groß! | 29. März 2011             |
| 63    | 11               | Nachhilfestunden           | 30. August 2010           |
| 64    | 12               | Die Piraten                | 31. März 2011             |
| 65    | 13               | Bonnie und Squirt          | 31. August 2010           |
| 66    | 14               | Riff in Gefahr!            | 4. April 2011             |
| 67    | 15               | Marcellos Freund           | 1. September 2010         |
| 68    | 16               | Das Wandbild               | 6. April 2011             |
| 69    | 17               | Das große Geheimnis        | 2. September 2010         |
| 70    | 18               | Der Unfall                 | 8. April 2011             |
| 71    | 19               | Polvinas Höhenflug         | 3. September 2010         |
| 72    | 20               | Der Ring                   | 12. April 2011            |
| 73    | 21               | Die Wale                   | 6. September 2010         |
| 74    | 22               | Die Beschützer von Salacia | 14. April 2011            |
| 75    | 23               | Wahre Freundschaft         | 7. September 2010         |

### Staffel 4
| Folge | Folge in Staffel | deutscher Titel                | deutsche Erstausstrahlung |
| 76    | 1                | Der heimliche Verehrer         | 18. April 2011            |
| 77    | 2                | Die schmollende Prinzessin     | 8. September 2010         |
| 78    | 3                | Die Klavierstunde              | 19. April 2011            |
| 79    | 4                | Der verliebte Hai              | 9. September 2010         |
| 80    | 5                | Die Zwillinge                  | 20. April 2011            |
| 81    | 6                | Der Schatz                     | 10. September 2010        |
| 82    | 7                | Die Riesen-Seesterne           | 21. April 2011            |
| 83    | 8                | Zauberei                       | 13. September 2010        |
| 84    | 9                | Die Seegras-Medizin            | 22. April 2011            |
| 85    | 10               | Das juckende Handgelenk        | 14. September 2010        |
| 86    | 11               | Der Biss                       | 25. April 2011            |
| 87    | 12               | Die Überraschungsparty         | 15. September 2010        |
| 88    | 13               | Marcello, der Starke           | 26. April 2011            |
| 89    | 14               | Der Koch-Wettbewerb            | 16. September 2010        |
| 90    | 15               | Ester reißt aus                | 27. April 2011            |
| 91    | 16               | Der undankbare Fisch           | 17. September 2010        |
| 92    | 17               | Der verspielte Hai             | 28. April 2011            |
| 93    | 18               | Gruselgeschichten              | 20. September 2010        |
| 94    | 19               | Auf in die Kälte               | 29. April 2011            |
| 95    | 20               | Der falsche Freund             | 21. September 2010        |
| 96    | 21               | Das Seebeben                   | 2. Mai 2011               |
| 97    | 22               | Die Riesenkrabben              | 22. September 2010        |
| 98    | 23               | Eine wahre Prinzessin          | 3. Mai 2011               |
| 99    | 24               | Die Schlucht des Zauberers     | 23. September 2010        |
| 100   | 25               | Der Heiler                     | 4. Mai 2011               |
| 101   | 26               | Die heimlichen Schleckermäuler | 24. September 2010        |
| 102   | 27               | Die Zahlenzauberer             | 5. Mai 2011               |
| 103   | 28               | Der Schönheitswahn             | 27. September 2010        |
| 104   | 29               | Der einsame Hai                | 6. Mai 2011               |